# 競馬中継 (北海道文化放送)
競馬中継（けいばちゅうけい）は、北海道文化放送（UHB）が開局した1972年から1994年9月25日まで毎週日曜の午後に放送された競馬中継番組である。放送時間は15:00～16:00（JST）。札幌・函館開催の時に放送していた。後番組は翌1995年からスタートした「ドラマチック競馬」。
UHB開局前は1961年から1971年まで札幌テレビ放送（STV）で中央競馬の札幌・函館開催のテレビ中継を行っていた。

## 出演者
司会者
- 川口浩・野添ひとみ夫妻
- 三笑亭夢之助
- 須田鷹雄

解説者
- 平林雅芳（ホースニュース・馬栗東担当トラックマン）
- 井尻恵三（競馬ブック栗東担当トラックマン）
- 笹川忠（ホースニュース・馬）
- 内炭重夫（競馬ブック）
- 小宮均（競馬ブック）
- 森田始（ホースニュース・馬）
- 志摩直人（詩人・レギュラーゲスト、1989年まではレギュラー出演であったが、その後は定期的出演。）

実況アナウンサー
- 伊藤治明
- 近田誉
- 長谷川邦彦
- 松沢秀明
- 山田英寿
- 吉田雅英
- 宇野章午